# Даян, Аси
Асаф (Аси) Даян (ивр. אסף "אסי" דיין‎; 23 ноября 1945, Нахалал, Палестина — 1 мая 2014, Тель-Авив, Израиль) — израильский киноактёр, режиссёр и сценарист. Сын израильского военачальника Моше Даяна. Многократный лауреат премии «Офир», номинант «Золотого глобуса» (1971) и «Золотого медведя» (1993).

## Биография
Асаф Даян родился в 1945 году в мошаве Нахалал в семье Моше Даяна — будущего начальника Генерального штаба Армии обороны Израиля и министра обороны Израиля. Он был младшим из трёх детей — его старшая сестра Яэль стала политиком, а брат Уди — скульптором. Среди родственников Асафа также бывший президент Израиля Эзер Вейцман и поэт Йонатан Гефен.
Отслужив три года в парашютно-десантных войсках (за следующие 24 года резервистской службы он примет участие в трёх войнах), Асаф окончил Еврейский университет в Иерусалиме, где изучал философию и английскую литературу.
Даян несколько раз был женат; от разных жён и подруг у него четверо детей, среди которых актёр и журналист Лиор Даян. В 2009 году Аси был арестован за нападение в состоянии опьянения на свою последнюю подругу, находившуюся на последних месяцах беременности. Суд приговорил 64-летнего Даяна к году заключения условно и обязал проходить регулярные наркологические проверки, так как тот уже до этого несколько раз задерживался полицией и несколько раз был госпитализирован в связи с употреблением наркотиков. Вскоре после приговора Даян перенёс сердечный приступ. Он так и не сумел оправиться до конца и умер 1 мая 2014 года.

## Творческая карьера
Уже дебютная роль Аси Даяна в 1967 году в ставшем культовым в Израиле фильме «Он шёл по полям» по роману Моше Шамира принесла ему национальную известность. На следующий год он снялся в картине Джона Хьюстона «Прогулка с любовью и смертью», а в 1970 году — в ленте французского режиссёра Жюля Дассена «Обещание на рассвете» в роли молодого Романа Кацева, став номинантом на «Золотой глобус» как «самый многообещающий дебютант».
В 1977 году Даян сыграл героического майора-десантника в ещё одном патриотическом израильском фильме «Операция „Йонатан“», выдвинутом на «Оскар». Однако с возрастом Даян расстался с образом молодого сиониста-сабры, воспетым им на заре карьеры. После Ливанской войны он исполнил несколько ролей уже в лентах антивоенной направленности — в том числе в также выдвинутом на «Оскар» фильме Ури Барбаша «За решёткой», где сыграл осуждённого за антигосударственную деятельность левого активиста. Его меняющаяся жизненная позиция нашла отражение и в первых фильмах, в которых он выступал как режиссёр — «Приглашение к убийству» (1973), «Пиршество для глаз» (1975). В 1976 году он снял первую в истории Израиля комедию на армейскую тему — «Высота Хальфон не отвечает» (ивр. גבעת חלפון אינה עונה‎) с участием популярного комического трио «Бледнолицый следопыт» (впоследствии эти же актёры сыграли в комедии 1979 года «Шлягер», где Даян, помимо сценария и режиссуры, был также автором песен).
На новый уровень Даян вышел в 1990-е годы, когда была выпущена его «нигилистская трилогия» — фильмы «Жизнь по Агфе» (за который он получил национальную кинопремию «Офир» как сценарист и режиссёр и был номинирован на главный приз Берлинского кинофестиваля), «Электрическое одеяло по имени Моше» (также удостоенный «Офира» за лучший сценарий) и «92 минуты» (ориг. назв. «Господин Баум»; «Офир» за сценарий и главную мужскую роль и номинация за режиссуру, а также «Золотая пальма» на Фестивале средиземноморского кино в Валенсии и номинация на «Золотой Хьюго» на Чикагском кинофестивале). Фильмы трилогии — о жизни тель-авивского паба, о злоключениях румынской проститутки и её сутенёра-израильтянина и о последних минутах жизни преуспевающего бизнесмена — показывают бессмысленность и бесцельность повседневного существования, заостряя внимание на противоречиях между национальными идеями и личным миром человека. Лейтмотивом фильмов может служить фраза из «Электрического одеяла»: «Никаких целей. Живём, точка».
В 2000-е годы Даян выпустил ещё несколько успешных кинопроектов, включая появление в роли собственного отца — министра обороны Моше Даяна — в телевизионном фильме 2004 года «Молчание сирен», показывающем события накануне войны Судного дня, а также удостоенные премии «Офир» роли в кинолентах «Скоро с тобой случится что-то хорошее» и «Что скрывается за Солнцем» (последняя получила также приз Иерусалимского кинофестиваля). Среди его работ в сериалах наиболее высокое признание получила роль психолога Реувена Дагана в сериале «На приёме», за которую он дважды — в 2006 и 2008 годах — удостаивался приза Израильской академии кино и телевидения. За роль раввина в фильме «Летние каникулы» (в английском прокате — «Мой отец, мой Бог») он также был номинирован на «Офир», а в 2009 году получил свою восьмую национальную кинопремию — за достижения в течение карьеры. Последнюю по времени номинацию на «Офир» получил сценарий Даяна к фильму 2011 года «Доктор Померанц», который сам автор называет «четвёртой частью» своей кинотрилогии 1990-х годов.
С конца 1990-х годов на телеэкраны Израиля вышли три документальных ленты, посвящённых Аси Даяну — «Живём. Точка» (1999), «Жизнь по Y» (сериал 2005 года) и «Жизнь как слух» (сериал 2012 года). Даян также выпустил два сборника стихов и роман «Содержание» (1989).

## Избранная фильмография

### Актёрские работы
| Год       |    | Русское название                      | Оригинальное название         | Роль                                          |
| --------- | -- | ------------------------------------- | ----------------------------- | --------------------------------------------- |
| 1967      | ф  | День, когда всплыла рыба              | The Day the Fish Came Out     | турист                                        |
| 1967      | ф  | Он шёл по полям                       | הוא הלך בשדות (סרט)           | Ури / ивр. אורי ‎                              |
| 1969      | ф  | Прогулка с любовью и смертью          | A Walk with Love and Death    | Герон из Фуа                                  |
| 1970      | ф  | Обещание на рассвете                  | La Promesse de l'aube (film)  | Роман Кацев / фр. Romain Kacew                |
| 1976      | ф  | Ликвидация                            | The Sell Out (film)           | Лейтенант Илан / англ. Lt. Elan               |
| 1976      | ф  | Операция «Йонатан»                    | מבצע יונתן                    | Шуки                                          |
| 1978      | ф  | Урановый заговор                      | קשר האורניום                  | Дан                                           |
| 1979      | ф  | Моменты из жизни женщины              | Moments de la vie d'une femme | Ави                                           |
| 1985      | ф  | За решёткой                           | מאחורי הסורגים                | Асаф / אסף                                    |
| 1985      | ф  | Долгая ночь                           | עד סוף הלילה                  | Гиора                                         |
| 1986      | ф  | Отряд «Дельта»                        | The Delta Force               | Рафи Амир                                     |
| 1991      | ф  | В реальном времени                    | זמן אמת                       | полковник                                     |
| 1997      | ф  | 92 минуты                             | מר באום                       | Мики Баум / ивр. מיקי באום ‎                   |
| 2000      | ф  | Договор (Военная ешива)               | ההסדר                         | Ребе Цви Мельцер / ивр. הרב צבי מלצר ‎         |
| 2003      | тф | Молчание сирен                        | שתיקת הצופרים                 | Моше Даян / ивр. משה דיין ‎                    |
| 2004      | ф  | Евангелие согласно Богу               | הבשורה על פי אלוהים           | Бог-отец / ивр. אלוהים ‎                       |
| 2005—2008 | с  | На приёме                             | בטיפול                        | Реувен Даган / ивр. ראובן דגן ‎                |
| 2006      | ф  | Скоро с тобой случится что-то хорошее | בקרוב יקרה לך משהו טוב        | Авраам / ивр. אברהם ‎                          |
| 2006      | ф  | Что скрывается за Солнцем             | הדברים שמאחורי השמש           | Ицхак / ивр. יצחק ‎                            |
| 2007      | ф  | Мой отец, мой Бог (Летние каникулы)   | חופשת קיץ                     | Авраам Идельман                               |
| 2011      | ф  | Доктор Померанц                       | ד"ר פומרנץ                    | Доктор Йоэль Померанц / ивр. ד"ר יואל פומרנץ ‎ |
| 2012      | ф  | Финита ля комедия                     | פיניטו לה קומדיה              | Бетховен                                      |

### Режиссура
| Год  |   | Русское название                   | Оригинальное название | Роль |
| ---- | - | ---------------------------------- | --------------------- | ---- |
| 1973 | ф | Приглашение к убийству             | הזמנה לרצח            |      |
| 1975 | ф | Пиршество для глаз                 | חגיגה לעיניים         |      |
| 1976 | ф | Высота Хальфон не отвечает         | גבעת חלפון אינה עונה  |      |
| 1979 | ф | Шлягер                             | שלאגר                 |      |
| 1983 | ф | Экзамен зрелости                   | בחינת בגרות           |      |
| 1987 | ф | Хороший, плохой и неплохой         | הטוב, הרע והלא נורא   |      |
| 1992 | ф | Жизнь по Агфе                      | החיים על פי אגפא      |      |
| 1995 | ф | Электрическое одеяло по имени Моше | שמיכה חשמלית ושמה משה |      |
| 1997 | ф | 92 минуты                          | מר באום               |      |
| 2004 | ф | Евангелие согласно Богу            | הבשורה על פי אלוהים   |      |
| 2011 | ф | Доктор Померанц                    | ד"ר פומרנץ            |      |

### Сценарии
| Год  |   | Русское название                   | Оригинальное название | Роль |
| ---- | - | ---------------------------------- | --------------------- | ---- |
| 1973 | ф | Приглашение к убийству             | הזמנה לרצח            |      |
| 1975 | ф | Пиршество для глаз                 | חגיגה לעיניים         |      |
| 1976 | ф | Высота Хальфон не отвечает         | גבעת חלפון אינה עונה  |      |
| 1979 | ф | Шлягер                             | שלאגר                 |      |
| 1983 | ф | Экзамен зрелости                   | בחינת בגרות           |      |
| 1987 | ф | Хороший, плохой и неплохой         | הטוב, הרע והלא נורא   |      |
| 1992 | ф | Жизнь по Агфе                      | החיים על פי אגפא      |      |
| 1995 | ф | Электрическое одеяло по имени Моше | שמיכה חשמלית ושמה משה |      |
| 1997 | ф | 92 минуты                          | מר באום               |      |
| 2004 | ф | Евангелие согласно Богу            | הבשורה על פי אלוהים   |      |
| 2011 | ф | Доктор Померанц                    | ד"ר פומרנץ            |      |

## Награды и номинации

### Награды
- «Офир» за лучшую главную мужскую роль — 1997 («92 минуты» — Мики Баум), 2006 («Что скрывается за Солнцем» — Ицхак)
- «Офир» за лучшую мужскую роль второго плана — 2005 («Скоро с тобой случится что-то хорошее» — Авраам)
- «Офир» за лучшую режиссёрскую работу — 1992 («Жизнь по Агфе»)
- «Офир» за лучший сценарий — 1992 («Жизнь по Агфе»), 1994 («Электрическое одеяло по имени Моше»), 1997 («92 минуты»)
- Фестиваль средиземноморского кино в Валенсии — «Золотая пальма» (1998, «92 минуты»)
- Иерусалимский международный кинофестиваль — приз за лучшую актёрскую работу (2006, «Что скрывается за Солнцем» — Ицхак)
- Приз Академии кино и телевидения Израиля за лучшую мужскую роль в драматическом сериале — 2006, 2008 («На приёме» — клинический психолог Реувен Даган)

### Номинации
- «Золотой глобус» — в номинации «самый многообещающий дебют» (1971, «Обещание на рассвете» — Ромен Кацев)
- Берлинский международный кинофестиваль — «Золотой медведь» (1993, «Жизнь по Агфе»)
- Международный кинофестиваль в Чикаго — «Золотой Хьюго» (1998, «92 минуты»)